# Dominique Peyronnet
Pour les articles homonymes, voir Peyronnet.
Dominique Paul Peyronnet, né le 23 septembre 1872 à Talence, Gironde et mort le 25 mars 1943 à Paris, est un peintre français.

## Biographie
Ouvrier imprimeur, Dominique Paul Peyronnet s'installe à Paris en 1902. Spécialisé dans la technique de la lithographie des couleurs, il commence à peindre en 1920. Après quelques travaux impressionnistes, il développe un style qui s'attache à restituer la précision des détails des scènes qu'il représente. Ses envois aux Salons des indépendants de 1932 et 1934 le font remarquer par le critique Maximilien Gauthier et la collectionneuse Cécile Gregory, qui le font connaître à Wilhelm Uhde. Souvent classé parmi les peintres naïfs, plusieurs de ses œuvres sont notamment présentées lors de l'exposition Les Maîtres populaires de la réalité de 1937.